# Budget des universités françaises
Pour un article plus général, voir Université en France.
Les universités françaises sont financées pour leur plus grande part par le budget de l'État, via la Mission interministérielle Recherche et Enseignement supérieur.

## Recettes

### Financement par le ministère

#### 1994: Financement selon les besoins
Introduit en 1994, le système analytique de répartition des moyens (SAN REMO) était initialement fondé sur une logique d’analyse des coûts et des taux d’encadrement moyens constatés par filière de formation. Cette logique a été abandonnée dès 1997 au profit d’une méthode permettant de calculer, pour chaque établissement, les besoins théoriques en emplois et en crédits de fonctionnement. 
La technique de calcul de la dotation théorique de fonctionnement par le modèle San Remo se fonde sur trois critères : les effectifs étudiants, l’encadrement en emplois administratifs et techniques, les surfaces consacrées à l’enseignement. Ces critères servent à calculer quatre types de financement, dont la somme, une fois le montant total des droits d’inscription retranché, constitue la dotation globale de fonctionnement (DGF) (emplois et crédits).
À partir de 2005, ce système était abandonné par le ministère.

#### Depuis 2009: Financement selon les besoins et la performance
Le « système de répartition des moyens à la performance et à l’activité » (SYMPA) a été proposé par un rapport de sénateurs.
Depuis 2009, le ministère de l'Enseignement supérieur et de la Recherche finance les universités par rapport à leur activité et leur performance. Cette dernière comporte une part « calculée » sur la base de critères nationaux et une part « négociée » dans le contrat quadriennal (voir mode de répartition et critères dans les tableaux suivants).
Entre 2008 et 2014, les crédits du programme « Formations supérieures et recherche universitaire» de la Mission interministérielle Recherche et Enseignement supérieur, dont la très grande majorité finance les universités, ont connu une évolution beaucoup plus favorable que celle du budget général de l’État : 12,69 % de hausse entre 2008 et 2013 pour le programme contre 7,33 % pour le budget général. Le SYMPA n’est pas réellement appliqué, car dans un contexte où l’enveloppe globale est limitée, il aurait conduit à des baisses de dotations pour certaines universités.

##### Présentation simplifiée du modèle sur la base du montant des crédits répartis en 2009
|             | Enseignement | Recherche | Pilotage, gestion, vie étudiante | Total    |
| Activité    |              |           |                                  | 1 176 M€ |
| Performance |              |           |                                  | 294 M€   |
| Total       | 955,5 M€     | 514,5 M€  |                                  | 1 470 M€ |

| Part calculée : 4 % |
| Part négociée       |

| Part calculée : 12 % |
| Part négociée        |

|               |
| Part négociée |

|                     |
| Part négociée : 4 % |

| Part calculée : - valeur ajoutée Réussite Licence - nombre de diplômés en master                             |
| Part négociée : - passage L1/L2 - réussite en L3 - part des mentions M à faible effectifs - taux d’insertion |

| Part calculée : - cotation unités recherche                                     |
| Part négociée : - ressources issues de la valorisation - insertion des docteurs |

| Part négociée : - autoévaluation - pilotage immobilier - recrutement externe - ouverture des bibliothèques |